# Campeonato Sul-Americano de Rugby Seven Masculino de 2006
O Campeonato Sul-Americano de Rugby Seven Masculino de 2006 foi a II edição deste torneio. O torneio foi realizado em Assunção (Paraguai) e foi vencido pela Seleção Argentina.

## Seleções participantes
- Argentina
- Brasil
- Chile
- Colômbia
- Paraguai
- Peru
- Uruguai
- Venezuela

## Jogos
| Data                  | Chave A           | Chave A           | Chave A           |
| --------------------- | ----------------- | ----------------- | ----------------- |
| 28 de Janeiro de 2006 | Peru              | 12 - 10           | Paraguai          |
| 28 de Janeiro de 2006 | Argentina         | 43 - 0            | Colômbia          |
| 28 de Janeiro de 2006 | Paraguai          | 19 - 7            | Colômbia          |
| 28 de Janeiro de 2006 | Argentina         | 61 - 0            | Peru              |
| 28 de Janeiro de 2006 | Argentina         | 24 - 0            | Paraguai          |
| 28 de Janeiro de 2006 | Colômbia          | 19 - 5            | Peru              |
| Data                  | Chave B           | Chave B           | Chave B           |
| 28 de Janeiro de 2006 | Chile             | 20 - 5            | Venezuela         |
| 28 de Janeiro de 2006 | Uruguai           | 12 - 5            | Brasil            |
| 28 de Janeiro de 2006 | Chile             | 33 - 0            | Brasil            |
| 28 de Janeiro de 2006 | Uruguai           | 29 - 5            | Venezuela         |
| 28 de Janeiro de 2006 | Chile             | 33 - 5            | Uruguai           |
| 28 de Janeiro de 2006 | Brasil            | 14 - 0            | Venezuela         |
| Data                  | Semifinais Bronze | Semifinais Bronze | Semifinais Bronze |
| 29 de Janeiro de 2006 | Brasil            | 38 - 7            | Peru              |
| 29 de Janeiro de 2006 | Colômbia          | 28 - 5            | Venezuela         |
| Data                  | Semifinais Ouro   | Semifinais Ouro   | Semifinais Ouro   |
| 29 de Janeiro de 2006 | Argentina         | 24 - 0            | Uruguai           |
| 29 de Janeiro de 2006 | Chile             | 29 - 0            | Paraguai          |
| Data                  | Final 7º e 8º     | Final 7º e 8º     | Final 7º e 8º     |
| 29 de Janeiro de 2006 | Venezuela         | 20 - 12           | Peru              |
| Data                  | Final Bronze 5º   | Final Bronze 5º   | Final Bronze 5º   |
| 29 de Janeiro de 2006 | Brasil            | 27 - 7            | Colômbia          |
| Data                  | Final Prata 3º    | Final Prata 3º    | Final Prata 3º    |
| 29 de Janeiro de 2006 | Uruguai           | 31 - 0            | Paraguai          |
| Data                  | Final Ouro        | Final Ouro        | Final Ouro        |
| 29 de Janeiro de 2006 | Argentina         | 38 - 12           | Chile             |

## Campeão
| Campeonato Sul-Americano de Rugby Seven Masculino de 2006 |
| --------------------------------------------------------- |
| ARGENTINA Campeã (2º título)                              |